# Eumorpha fasciatus
Eumorpha fasciatus är en fjärilsart som beskrevs av Johann Heinrich Sulzer 1776. Eumorpha fasciatus ingår i släktet Eumorpha och familjen svärmare. Inga underarter finns listade i Catalogue of Life.

## Bildgalleri

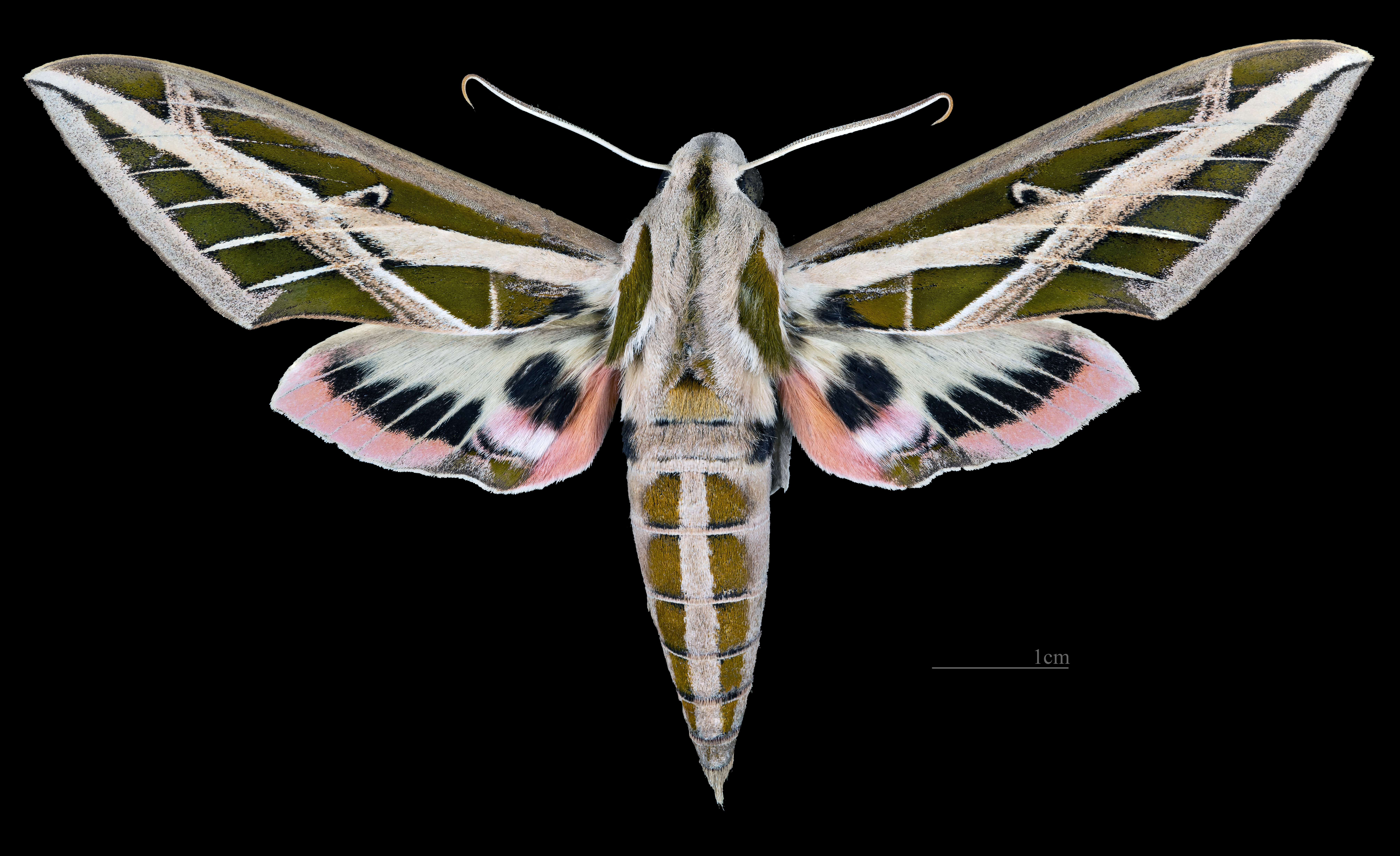
♂
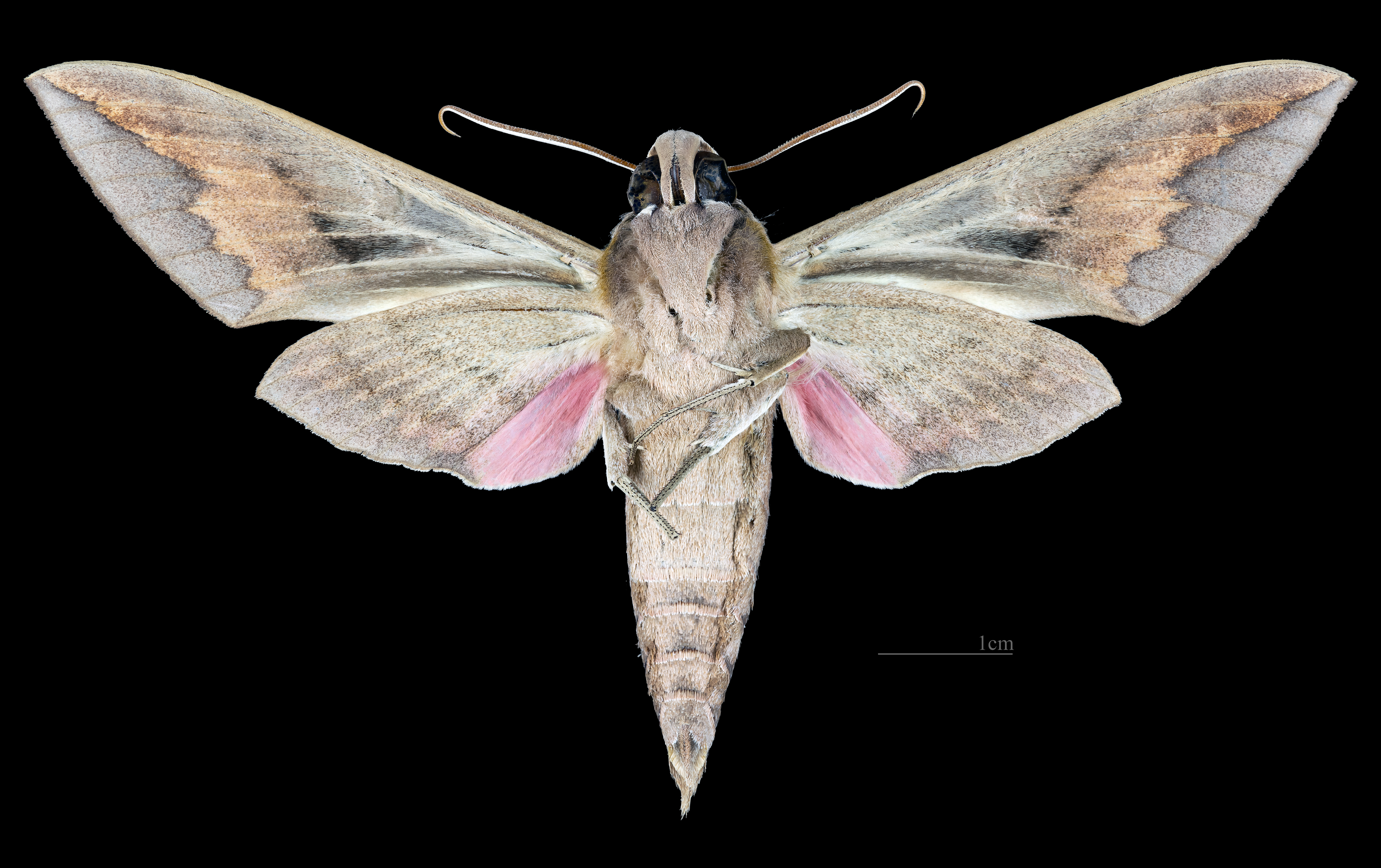
♂ △
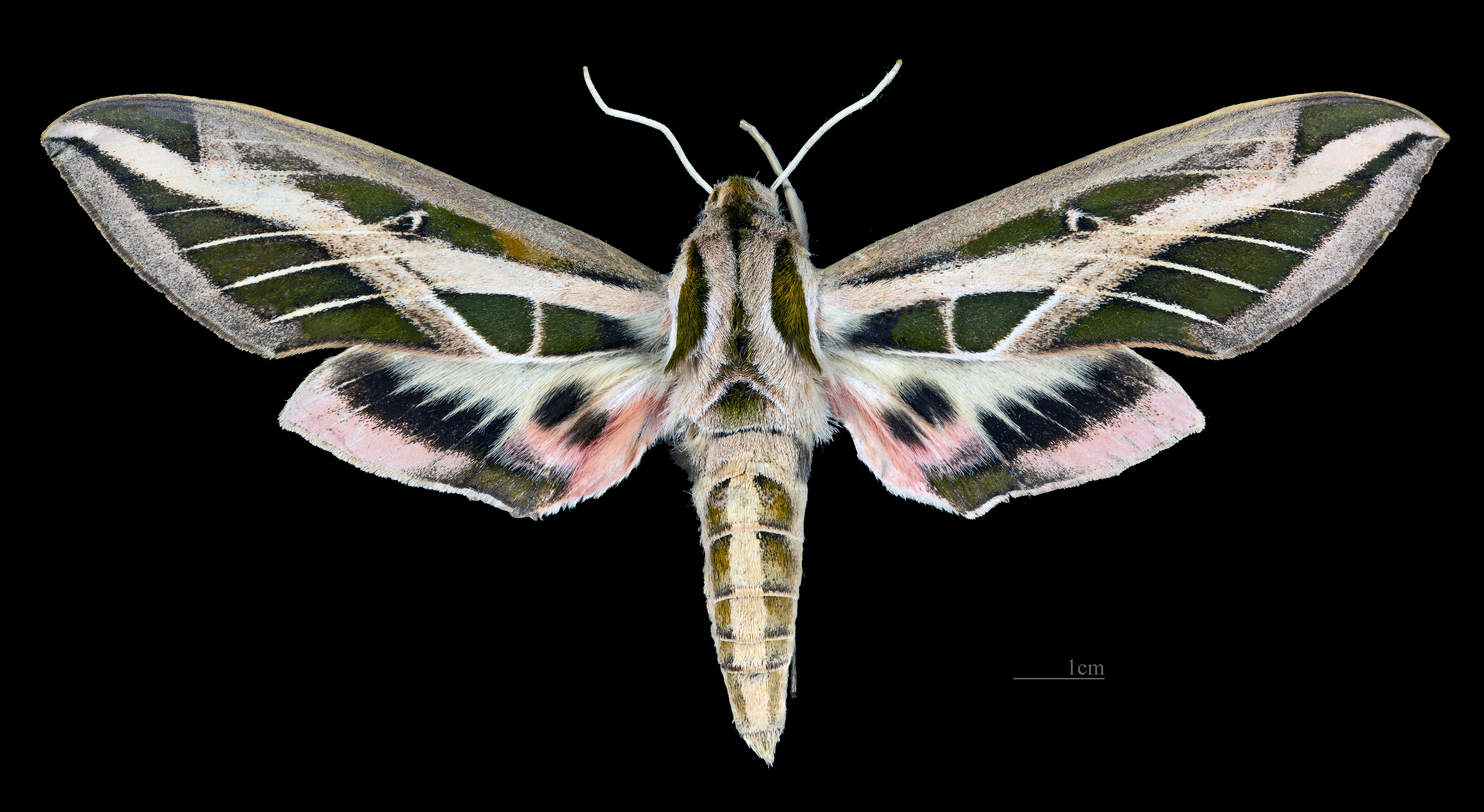
♀
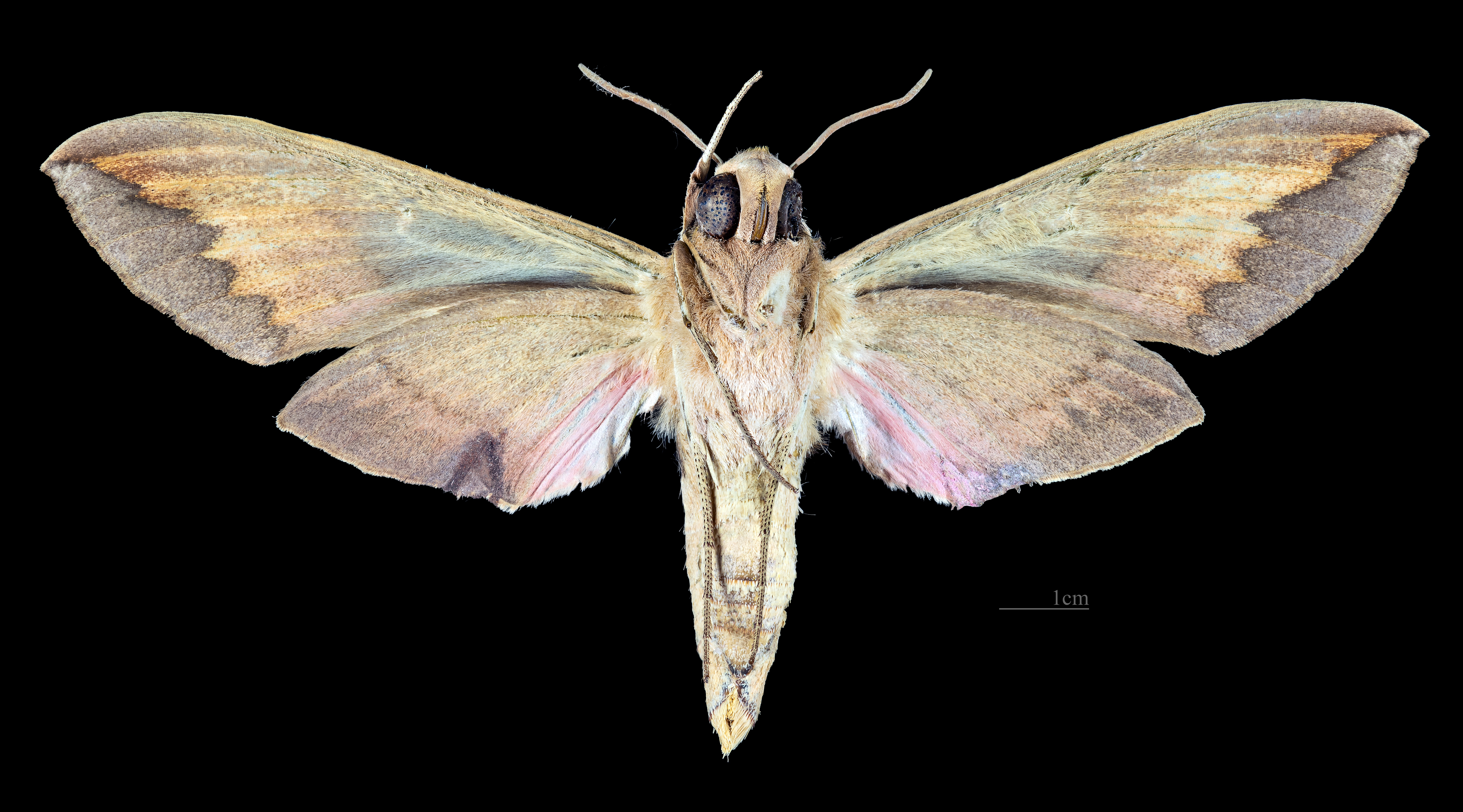
♀ △
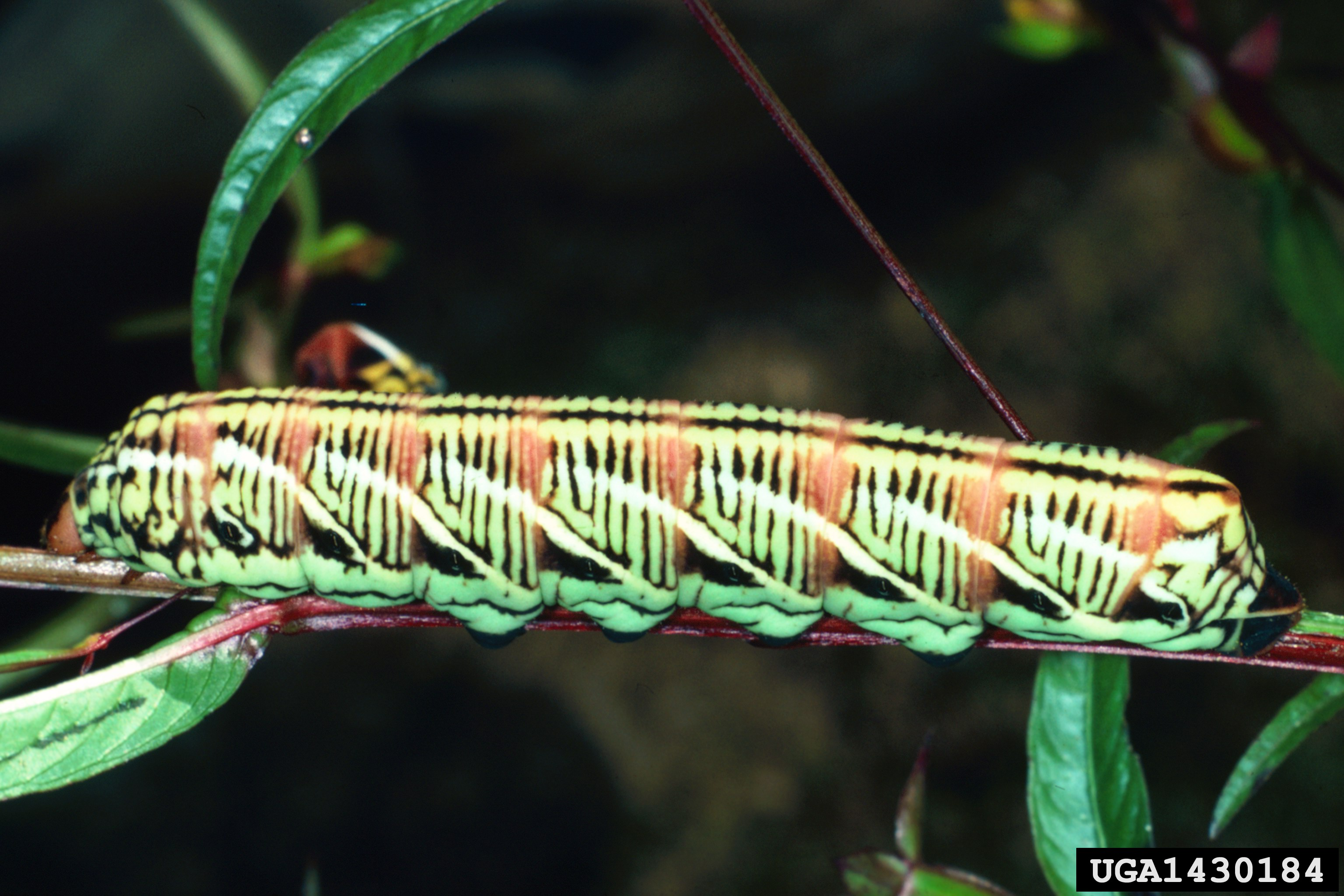
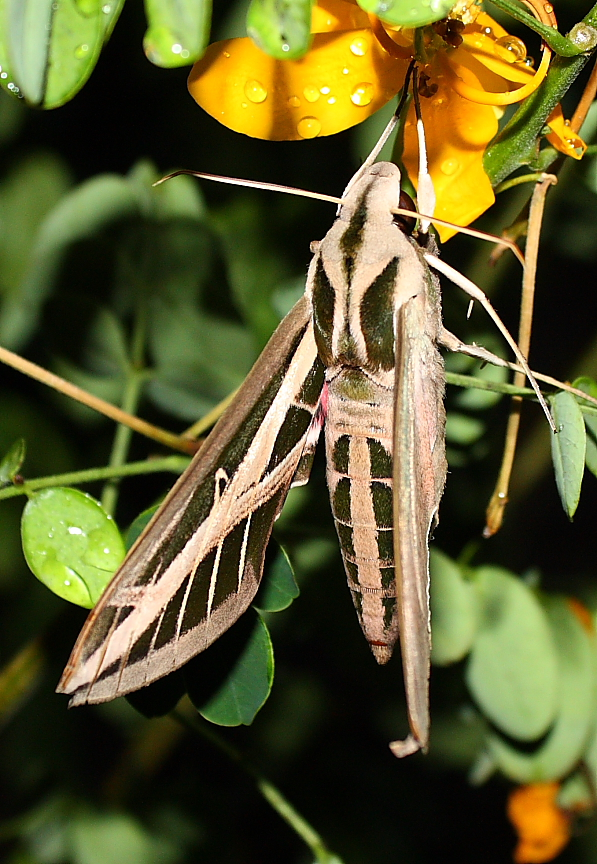
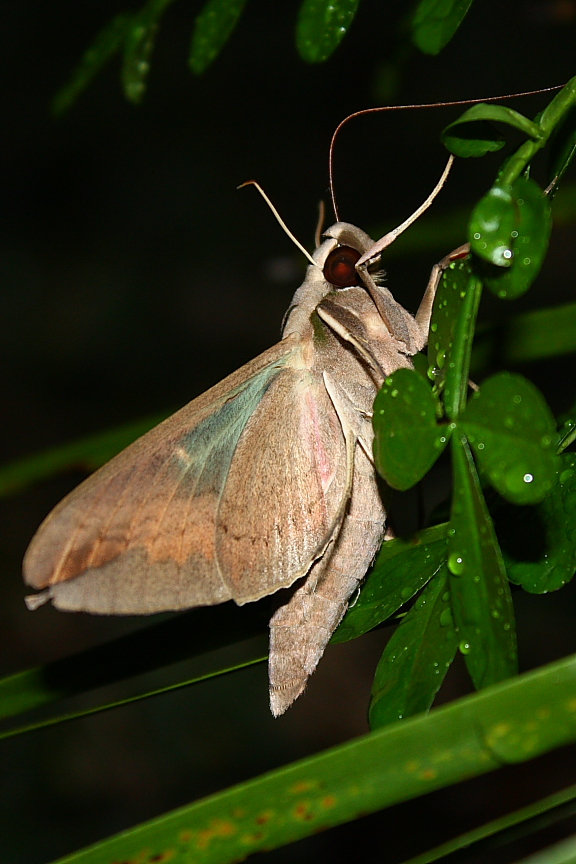
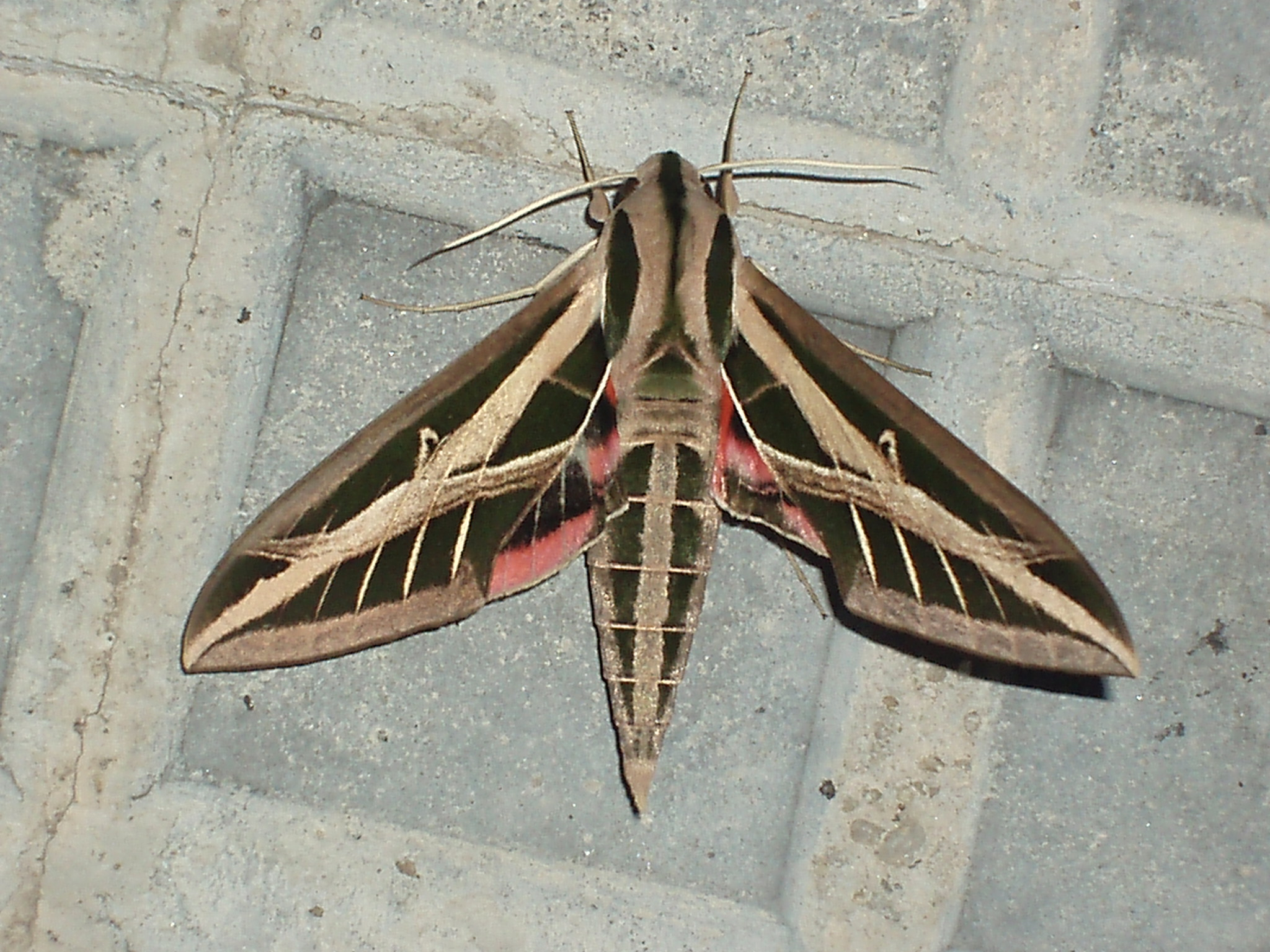
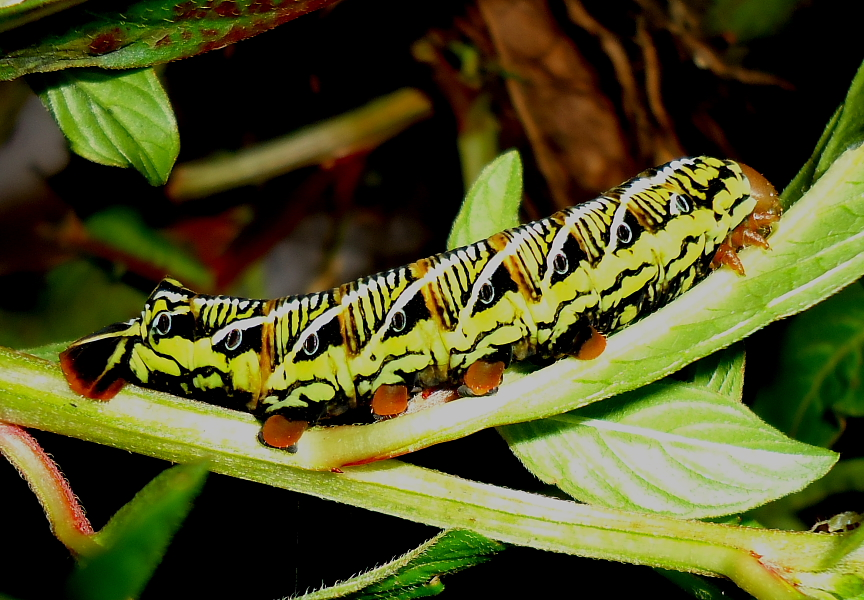